# SS-Hauptreitschule München

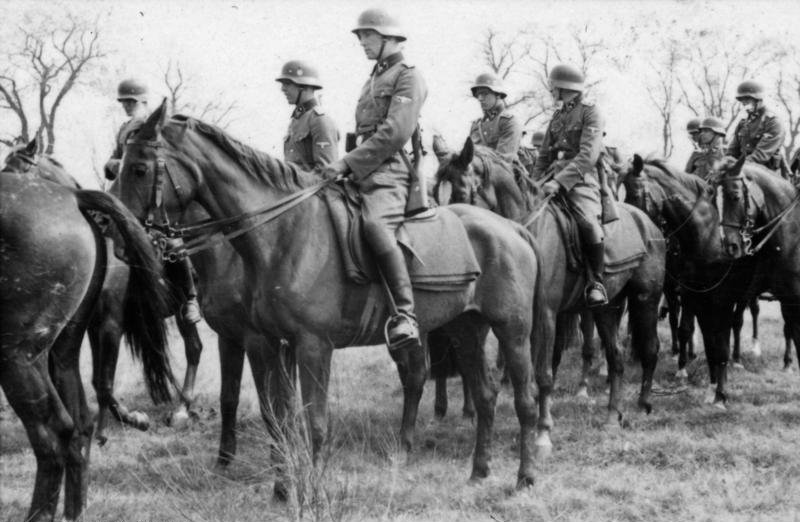
Männer der SS-Kavallerie-Brigade (Sowjetunion, September 1941)

Die SS-Hauptreitschule München wurde im Jahr 1937 auf dem Reitergut der Fegeleins gegründet und dem Reichsführer SS und Chef der Deutschen Polizei Heinrich Himmler unterstellt. Treibende Kraft der Reiter-SS war Hermann Fegelein, er wird als ihr Begründer angesehen. Die SS-Hauptreitschule München war nicht nur Ausbildungszentrum für Führer der Reiter-SS, sondern auch Leistungssportzentrum für den SS-Reitsport.

## Standorte und Zweck

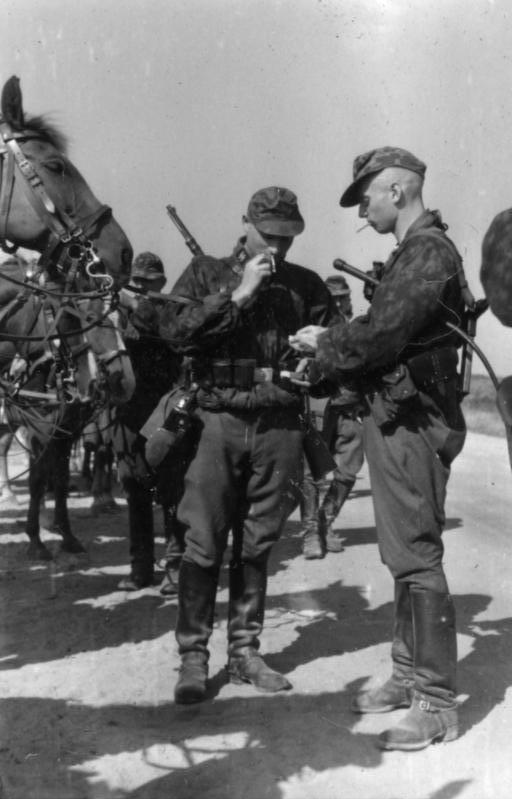
SS-Kavallerie-Division, Reiter während einer Marschpause (Sowjetunion, Juni 1942)

Die SS-Hauptreitschule befand sich in München, unterteilt in zwei Standorte, das Reitergut der Familie Fegelein und die Rennbahn Riem.
In der SS-Hauptreitschule München wurden neue Kavallerie-Regimenter ausgebildet und vorhandene auf den kommenden Krieg vorbereitet. Die Kavallerie sollte großflächig eingesetzt werden, entweder als „Kavallerie-Brigaden“, angeschlossen an andere Regimenter, oder direkt als „Kavallerie-Regimenter“. Die Kavallerie wurde sowohl als mobile Unterstützung der Infanterie eingesetzt, als auch zu Aufklärungszwecken. Das Pferd ermöglichte eine verstärkte Mobilität der Truppe und ersetzte mangelnde Motorisierung.
Daneben wurde die SS-Hauptreitschule bewusst als konkurrierende Institution zur Kavallerieschule des Heeres in Hannover aufgebaut. Hier sollten sowohl die besten SS-Reiter als auch das beste Pferdematerial konzentriert werden, um sowohl im Spring- als auch im Dressurreiten in die nationale Spitze vorzudringen.

### Rennbahn Riem
Nachdem im Jahr 1937 die SS-Hauptreitschule München auf dem Reitergut der Fegeleins gegründet worden war, wurde im selben Jahr auch die Rennbahn Riem zum Bestandteil der SS-Hauptreitschule. Die Rennbahn befindet sich außerhalb von München-Ost. Sie wurde sowohl für die Hauptreitschule als auch als Austragungsort des jährlichen internationalen Pferderennens um das Braune Band von Deutschland (von 1934 bis 1944) genutzt. Die Sieger des Pferderennens erhielten eine Prämie von 100.000 Reichsmark und die Schärpe „Braunes Band“, die vom Grafiker und Künstler Richard Klein entworfen wurde. Veranstalter der Pferderennen war der Münchner NSDAP-Ratsherr Christian Weber, der bereits seit 1921 Mitglied der NSDAP war und bereits seit 1934 die NSDAP-Stadtratsfraktion leitete.

## Platz in der SS-Struktur
|                            |                            |                            |                            | SS-Hauptämter              |                            |  |  |                               |                               |                               |                               |                               |                               |  |  |  |  |  |  |  |  |  |  |  |  |
|                            |                            |                            |                            |                            |                            |  |  |                               |                               |                               |                               |                               |                               |  |  |  |  |  |  |  |  |  |  |  |  |
|                            |                            |                            |                            |                            |                            |  |  |                               |                               |                               |                               |                               |                               |  |  |  |  |  |  |  |  |  |  |  |  |
| Inspektion der SS-Reiterei | Inspektion der SS-Reiterei | Inspektion der SS-Reiterei | Inspektion der SS-Reiterei | Inspektion der SS-Reiterei | Inspektion der SS-Reiterei |  |  | Inspektion der SS-Reitschulen | Inspektion der SS-Reitschulen | Inspektion der SS-Reitschulen | Inspektion der SS-Reitschulen | Inspektion der SS-Reitschulen | Inspektion der SS-Reitschulen |  |  |  |  |  |  |  |  |  |  |  |  |
| Inspektion der SS-Reiterei | Inspektion der SS-Reiterei | Inspektion der SS-Reiterei | Inspektion der SS-Reiterei | Inspektion der SS-Reiterei | Inspektion der SS-Reiterei |  |  | Inspektion der SS-Reitschulen | Inspektion der SS-Reitschulen | Inspektion der SS-Reitschulen | Inspektion der SS-Reitschulen | Inspektion der SS-Reitschulen | Inspektion der SS-Reitschulen |  |  |  |  |  |  |  |  |  |  |  |  |
|                            |                            |                            |                            |                            |                            |  |  |                               |                               |                               |                               |                               |                               |  |  |  |  |  |  |  |  |  |  |  |  |
|                            |                            |                            |                            | SS-Hauptreitschule München |                            |  |  |                               |                               |                               |                               |                               |                               |  |  |  |  |  |  |  |  |  |  |  |  |

Die SS-Hauptreitschule München befand sich in der SS-Struktur an letzter Stelle. An der Spitze befand sich das SS-Hauptamt, ihm untergeordnet waren die Inspektion der SS-Reiterei und die mit dieser gleichgestellte Inspektion der SS-Reitschulen. Die SS-Hauptreitschule München war beiden Inspektionen unterstellt, insofern auch beiden Instanzen rechenschaftspflichtig und weisungsgebunden.

## Nürnberger Prozesse
Die Reiter-SS ist die einzige SS-Organisation, die nach dem Zweiten Weltkrieg bei den Nürnberger Prozessen von den Alliierten nicht als verbrecherisch eingestuft wurde. Großbritannien hatte sich dafür eingesetzt, die Reiter-SS aus späteren Verurteilungen auszuschließen und sie als elitären Reiterverein einzustufen, da die Reiterstandarten der SS ab 1940 nur noch in Unterlagen auftauchten.